# Lockdown 2005
Lockdown 2005 è stata la prima edizione del pay-per-view prodotto dalla Total Nonstop Action Wrestling (TNA). L'evento ha avuto luogo il 24 aprile 2005 presso l'Impact Zone di Orlando in Florida.

## Morte di Chris Candido
Chris Candido si ruppe tibia e perone e slogò la caviglia durante un tag team match con Lance Hoyt in questo Lockdown. Nella successiva giornata di lunedì fu operato alla caviglia e poche ore dopo prese parte sulla sedia a rotelle alla puntata di Impact! facendo da manager per i The Naturals. Candido collassò la sera di giovedì 28 aprile e fu portato di corsa in ospedale dove gli venne individuato un trombo ma i medici non riuscirono a salvarlo. 

Verso la fine del 2005 la TNA creò il torneo "Chris Candido Memorial Tag Team Tournament", per commemorare la memoria di Candido.

## Risultati
| # | Match | Stipulazioni | Durata           |
| - | --- | --- | ---------------- |
| 1 | 3Live Kru (Konnan e Ron Killings) hanno sconfitto David Young e Lex Lovett e The Naturals (Andy Douglas e Chase Stevens con Chris Candido) | Fatal three-way match | 06:34 Dark match |
| 2 | Apolo e Sonny Siaki hanno sconfitto Chris Candido e Lance Hoyt                                                                             | Six Sides of Steel match | 06:58            |
| 3 | Dustin Rhodes ha sconfitto Bobby Roode (con A-1 e Coach D'Amore) 2-1                                                                       | Prince of Darkness match | 15:20            |
| 4 | Shocker ha sconfitto Chris Sabin, Michael Shane (con Stephanie Trinity) e Sonjay Dutt                                                      | 4-man Xscape match | 15:42            |
| 5 | Jeff Hardy ha sconfitto Raven | Six Sides of Steel match Tables match                                                                                                  | 14:00            |
| 6 | America's Most Wanted (Chris Harris e James Storm) hanno sconfitto Team Canada (Petey Williams, Eric Young con A-1)                        | Six Sides of Steel Strap match per il titolo NWA World Tag Team Championship                                                           | 14:00            |
| 7 | Christopher Daniels (c) ha sconfitto Elix Skipper                                                                                          | Six Sides of Steel match per il titolo TNA X Division Championship                                                                     | 15:28            |
| 8 | Team Nash (B.G. James, Diamond Dallas Page e Sean Waltman) ha sconfitto Team Jarrett (Jeff Jarrett, Monty Brown e The Outlaw)              | Lethal Lockdown match | 15:35            |
| 9 | A.J. Styles ha sconfitto Abyss | Six Sides of Steel match per la possibilità di sfidare il detentore del titolo NWA World Heavyweight Championship ad Hard Justice 2005 | 18:00            |
|   | (c) è riferito al campione in carica al momento dell'inizio del match.                                                                     | |                  |

### Xscape match
Ordine di eliminazione dell'Xscape match per il titolo TNA X Division Championship riportato alla quarta voce della tabella soprastante.
| Ordine di eliminazione | Eliminato     | Eliminato da | Time  |
| ---------------------- | ------------- | ------------ | ----- |
| 1°                     | Sonjay Dutt   | Shocker      | 10:45 |
| 2°                     | Michael Shane | Chris Sabin  | 14:03 |
| Perdente               | Chris Sabin   |              | 15:20 |
| Vincitore              | Shocker       |              | 15:20 |

### Lethal Lockdown entrances
Ordine di entrata nella gabbia del Lethal Lockdown match riportato all'ottava voce della tabella soprastante.
| Ordine di entrata | Lottatore           | Team           | Tempo |
| ----------------- | ------------------- | -------------- | ----- |
| 1°                | Sean Waltman        | Team Nash      | 00:00 |
| 2°                | Jeff Jarrett        | Team Jarrett   | 00:00 |
| 3°                | The Outlaw          | Team Jarrett   | 05:00 |
| 4°                | Diamond Dallas Page | Team Nash      | 07:00 |
| 5°                | Monty Brown         | Planet Jarrett | 09:00 |
| 6°                | B.G. James          | Team Nash      | 11:00 |